# Gunung Labu
Gunung Labu is een bestuurslaag in het regentschap Kerinci van de provincie Jambi, Indonesië. Gunung Labu telt 2361 inwoners (volkstelling 2010).